# Mochlosoma rufipes
Mochlosoma rufipes är en tvåvingeart som beskrevs av Daniel William Coquillett 1902. Mochlosoma rufipes ingår i släktet Mochlosoma och familjen parasitflugor. Inga underarter finns listade i Catalogue of Life.